# Заплосское
Заплосское — деревня в Рославльском районе Смоленской области России. Входит в состав Ивановского сельского поселения. Население — 55 жителей (2007 год). 
Расположена в южной части области в 31 км к северо-востоку от Рославля, в 11 км южнее автодороги А101 Москва — Варшава («Старая Польская» или «Варшавка»). В 10 км южнее деревни расположена железнодорожная станция Щепоть на линии Рославль — Фаянсовая.
В селе родилась и была похоронена Герой Социалистического Труда Евгения Соловьёва.

## История
В годы Великой Отечественной войны деревня была оккупирована гитлеровскими войсками в августе 1941 года, освобождена в сентябре 1943 года.